# Murjani Cup 1983
Murjani Cup 1983 — жіночий тенісний турнір, що проходив на відкритих кортах з ґрунтовим покриттям у Палм-Біч (США). Належав до Світової чемпіонської серії Вірджинії Слімс 1983. Тривав з 30 січня до 6 лютого 1983 року. Кріс Еверт-Ллойд здобула титул в одиночному розряді.

## Фінальна частина

### Одиночний розряд
Кріс Еверт-Ллойд —  Андреа Джегер 6–3, 6–3
- Для Еверт-Ллойд це був 1-й титул за рік і 125-й — за кар'єру.

### Парний розряд
Барбара Поттер /  Шерон Волш —  Кеті Джордан /  Пола Сміт 6–4, 4–6, 6–2
- Для Поттер це був 1-й титул за рік і 7-й — за кар'єру. It was Walsh's 1-й титул за рік і 1-й — за кар'єру.